# مجید نجاحی
مجید نجاحی (زاده ۱۳۱۳ تهران- درگذشته ۲۱ مرداد ۱۳۹۵) موسیقیدان و نوازنده سنتور ایرانی بود.

## زندگی
مجید نجاحی در بهمن ماه ۱۳۱۳ در تهران، در یکی از کوچه‌های اطراف میدان بهارستان دیده به جهان گشود و پس از طی دوره تحصیل ابتدایی در مدرسهٔ پروانه (که در آن با پرویز یاحقی همکلاس بود)، برای ادامهٔ تحصیل و طی دورهٔ متوسطه، در دبیرستان علمیه ثبت‌نام کرد. پس از پایان دورهٔ متوسطه، برای خدمت وظیفه به دانشکدهٔ افسری احتیاط رفت و با درجهٔ ستوانی خدمت سربازی را به پایان رساند. سپس در بانک تهران استخدام شد و بعد به ادارهٔ برق تهران منتقل گردید. پس از طی دوران مراحل مختلف سنوات خدمت، رئیس ادارهٔ خدمات عمومی برق شمیران شد و نهایتاً در سال ۱۳۶۰ بازنشست گردید.

نجاحی در روز پنجشنبه ۲۱ مرداد ماه ۱۳۹۵ در ۸۲ سالگی در تهران درگذشت.

## موسیقی

### آشنایی با سنتور در کودکی
مجید نجاحی می‌گوید: «سال‌ها منزل ما در بهارستان بود ولی چند سالی که گذشت ما برای سکونت به دروازه شمیران آمدیم، از حسن تصادف، در همسایگی منزل جدید ما یکی از نوازندگان بسیار خوب سنتور که از تکنوازان آن زمان رادیو بود زندگی می‌کرد که آن شخص آقای محسن بی‌آزار بود و من با برادر وی هم سن و سال بودم و آشنا شدم و به منزل همدیگر می‌رفتیم و همین آمد و شدها بود که من با شکل و قیافه سنتور و طرز نواختن آن آشنایی ابتدایی پیدا کردم. مدت دو سال گذشت و من با توجه به علاقهٔ شدیدی که به موسیقی داشتم جرأت نمی‌کردم که به پدرم بگویم یک سنتور بخرد. به‌ناچار به نجار سر کوچه که مردی هنرمند و باذوق بود گفتم یک سنتور برای من بسازد و وی یک سنتور کوچک در مقابل دریافت مبلغی کم برایم ساخت و من با تکه سیمهایی که آقای محسن بی‌آزار در اختیارم گذاشت سیمها را روی سنتور بستم و مدت یکسال نزد خود شروع به نواختن از طریق گوش دادن به رادیو کردم، در این زمان پدرم که عشق و علاقهٔ بی‌حد مرا به موسیقی دید، برایم یک سنتور بزرگ و معمولی به مبلغ ۱۷ تومان خریداری کرد و من از این تاریخ رسماً با نواختن این ساز آشنایی پیدا کردم.»

### آموزش حرفه‌ای
نجاحی پس از پنج سال نواختن سنتور، با حسین قوامی آشنا شد و این آشنایی پنجره‌ای را برایش گشود و پس از چندی با احمد عبادی و مرتضی‌خان محجوبی و نورعلی‌خان برومند و استادان دیگر آشنا و از وجود آنها بهره گرفت. او شدیداً تحت تأثیر نوازندگی محجوبی قرار گرفت و سعی کرد از سبک و سیاق نوازندگیش استفاده نماید و با ردیفها و گوشه‌ها و دستگاه‌های موسیقی ایرانی آشنا شود.

### فعالیت در رادیو
مجید نجاحی، در سال ۱۳۳۷ بنا به دعوت داود پیرنیا برای شرکت در برنامه گلها رفت. نحوهٔ دعوت پیرنیا از وی چنین بود که روزی نجاحی در منزل عبدالعلی وزیری مهمان بود و در منزل وی سنتور می‌زده که پیرنیا بلافاصله از او برای اجرای برنامه دعوت می‌کند و پس از امتحانی که توسط چند استاد از او می‌شود در گلهای‌جاویدان شمارهٔ ۲۰ به اتفاق عبدالعلی وزیری شرکت و این برنامه در دستگاه «همایون» بود. پس از این برنامه بود که در گلهای گوناگون پیرنیا همراه با اساتید بزرگ آواز چون: حسین قوامی، اکبر گلپایگانی، محمود خوانساری، ایرج، عبدالوهاب شهیدی و بسیاری از خوانندگان گلها شرکت مستمر داشت. نجاحی در برنامه‌های دیگر رادیو نیز فعالیت داشته از جمله: تکنوازی سنتور و برنامه تکنوازان و چند سالی هم به اتفاق مهندس همایون خرم برنامه موسیقی اصیل ایرانی را از برنامهٔ دوم رادیو (اف.ام) اجرا می‌کرد.

### سفرهای خارجی
وی برای شناساندن موسیقی اصیل و سنتی ایران، به خصوص سنتور که یک ساز ملی است مسافرتهای فراوانی به کشورهای: آلمان، آمریکا، انگلستان، ایتالیا، ترکیه، افغانستان، بحرین و کویت نمود.